# NMS Delfinul
NMS Delfinul – pierwszy okręt podwodny Rumuńskiej Marynarki Wojennej, zbudowany w latach 30. XX wieku we Włoszech. Służył bojowo na Morzu Czarnym podczas II wojny światowej. Po wojnie na krótko służył w  marynarce ZSRR pod oznaczeniem TS-3, potem zwrócony Rumunii i od 1954 roku wykorzystywany do szkolenia, po czym wycofany pod koniec lat 50. 

## Budowa
Okręt został zamówiony we włoskiej stoczni Cantieri Navali del Quarnaro (CNQ) w Fiume, jako pierwszy rumuński okręt podwodny, w ramach programu z 1926, łącznie z okrętem-bazą NMS „Constanța”. Stępkę pod budowę okrętu podwodnego położono w czerwcu 1927 roku. Budowa przeciągała się i w jej trakcie dokonywano licznych przeróbek planów, lecz okręt nie spełniał założonych wymagań. Okręt wodowano 22 czerwca 1930 roku, a gotowość osiągnął na początku 1932 roku, lecz marynarka odmówiła jego odbioru. Rząd Rumunii usiłował odzyskać pieniądze od stoczni na drodze sądowej, jednocześnie stocznia oferowała sprzedaż okrętu za granicę, w tym do ZSRR, lecz bez skutku. Ostatecznie w sierpniu 1935 roku Rumunia zgodziła się odebrać okręt. W lutym 1936 roku „Delfinul” rozpoczął próby morskie, a wszedł do służby 9 maja 1936 roku.

## Opis
Okręt miał wyporność w położeniu nawodnym 650 ton i podwodnym 900 ton. Długość wynosiła 68,58 m, szerokość 5,94 m, a zanurzenie w położeniu nawodnym 3,66 m.
Zasadnicze uzbrojenie stanowiło sześć wyrzutni torpedowych kalibru 533 mm, w tym cztery dziobowe i dwie rufowe. Okręt zabierał sześć torped, bez zapasowych. Uzbrojenie uzupełniała armata kalibru 102 mm firmy Bofors o długości lufy L/35 (35 kalibrów) i dwa karabiny maszynowe. 
Napęd w położeniu nawodnym stanowiły dwa silniki Diesla firmy Sulzer o mocy łącznej 800 KM, a pod wodą dwa silniki elektryczne firmy Monza o mocy łącznej również 800 KM. Pozwalały one na osiąganie prędkości 14 węzłów na powierzchni i 9 węzłów w zanurzeniu. Zasięg na powierzchni wynosił 2000 mil morskich przy prędkości 10 w. Autonomiczność obejmowała 15 dób.
Załoga okrętu liczyła 40 osób.

## Służba
Okręt przybył do Rumunii 27 czerwca 1936 roku. Był używany bojowo podczas II wojny światowej na Morzu Czarnym, będąc do 1943 roku jedynym rumuńskim okrętem podwodnym. Był zarazem jedynym okrętem podwodnym państw Osi na tym akwenie. Między atakiem na ZSRR w czerwcu 1941 a lipcem 1942 roku odbył dziewięć patroli bojowych, spędzając 87 dni w morzu, lecz bez większych sukcesów.
20 sierpnia 1941 roku „Delfinul” był atakowany przez radziecki okręt podwodny, lecz wystrzelona do niego torpeda była niecelna. Według niektórych publikacji, 5 listopada 1941 roku „Delfinul” zatopił koło Jałty radziecki statek „Uralec” (o pojemności 1975 BRT), lecz według innych źródeł statek ten zatopiło lotnictwo. Według jednak źródeł internetowych, 5 listopada „Delfinul” uszkodził torpedą zbiornikowiec „Kreml”. Był kilkakrotnie atakowany nieskutecznie przez radzieckie jednostki bombami głębinowymi, w tym po ataku na statek 5 listopada 1941 roku, 27 czerwca i 1 lipca 1942 roku. Od 3 lipca 1942 roku okręt był remontowany w Gałaczu. Remont przeciągał się do końca działań wojennych między innymi ze względu na sabotowanie prac przez antyniemiecki ruch oporu. W 1944 roku okręt został ewakuowany w obawie przed lotnictwem do Islazu nad Dunajem. 27 sierpnia 1944 roku został zdobyty przez wojska radzieckie w Sulinie.
5 września 1944 roku podniesiono na nim banderę marynarki ZSRR, a 14 września 1944 roku został formalnie wcielony do radzieckiej Floty Czarnomorskiej. 20 października 1944 roku nadano mu oznaczenie TS-3 (ros. ТС-3). Okręt jednak nadal znajdował się remoncie i w październiku został przeholowany do Bałakławy. 12 października 1945 roku został zwrócony Rumunii, a 6 listopada formalnie skreślony z listy floty marynarki ZSRR. 
„Delfinul” został przywrócony do służby w Rumunii faktycznie w 1954 roku, w charakterze jednostki szkolnej. Wycofano go ze służby w 1957 roku (według niektórych źródeł w 1959 roku). Został po tym złomowany.